# Библиотека Сен-Сюльпис
Библиотека Сен-Сюльпис — историческое здание, расположенное на улице Сен-Дени  1700, в Монреале, Квебеке, Канада. Оно было объявлено Историческим памятником Квебека в 1988 году.
Библиотека Сен-Сюльпис, спроектированная архитектором Эдженом Пайеттом, считается  один из лучших образцов архитектуры бозар в провинции Квебек. Построенное между 1912 и 1914 годами, в 1917 году здание открылось как частная библиотека Общества Сульпициан.
Это была первая библиотека на французском языке в Канаде.

## История
1 апреля 1911 года был объявлен архитектурный конкурс . Представлено одиннадцать предложений, и предложение архитектора Эджена Пайетта  выигрывается в конкурсе . Это здание в стиле бозар было спроектировано в 1912 году Эдженом Пайеттом (который также спроектировал центральную библиотеку Монреаля Дом Гастон-Мирон) по просьбе Общества Сульпициане для использования университетскими исследователями, студентами и широкой публикой. Первыми библиотекаря были Эгидиус Фотё и Оливье Мораулт.

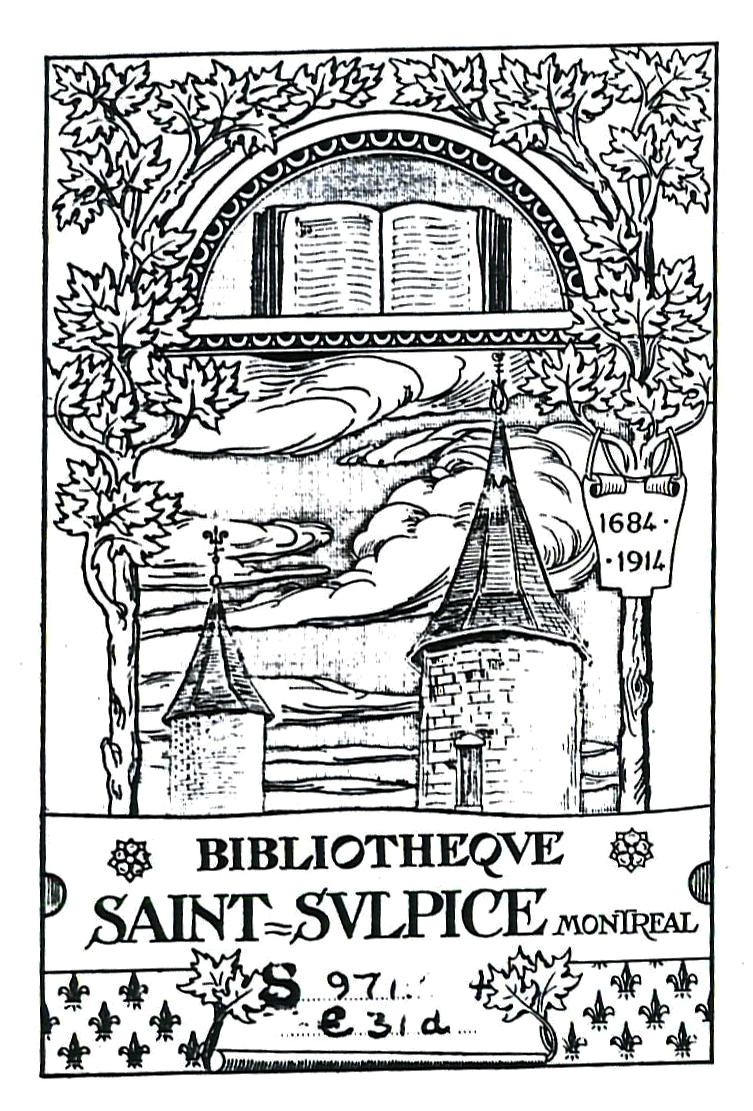
Экслибрис книги из собрания Сен-Сюльпис.

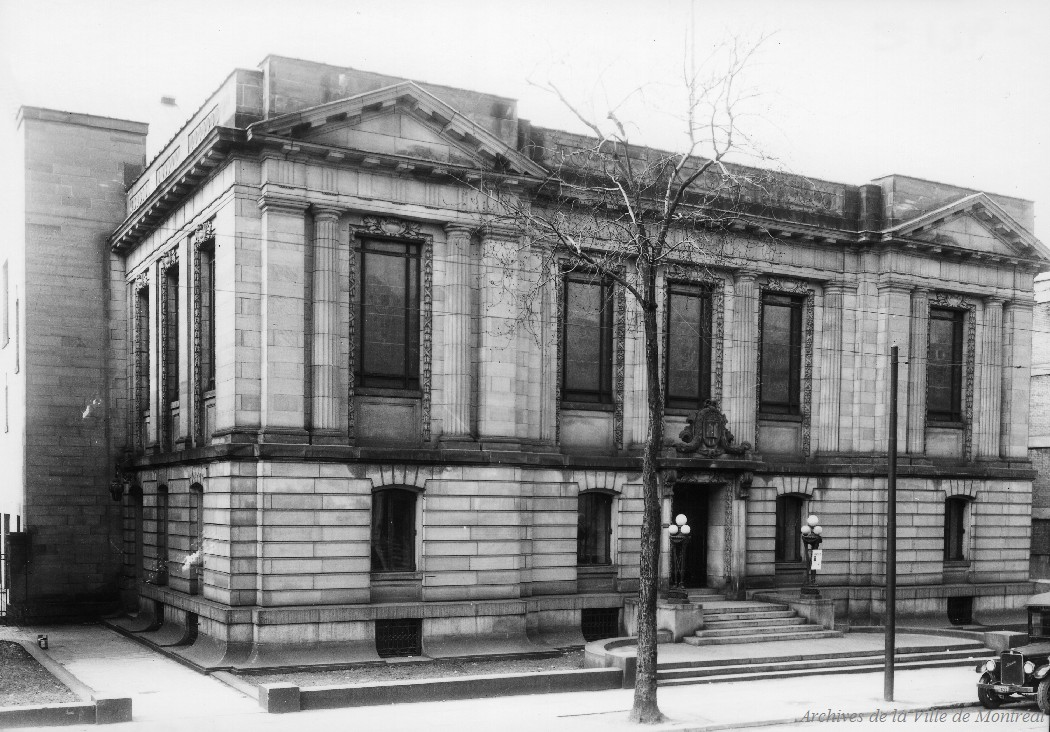
1936

В 1914 году по просьбе Эгидиуса Фотё Гвидо Нинчери создал экслибрис библиотеки. Экслибрис представляет собой две башни, единственные остатки форта, построенного сульпицианцами в XVII веке. Также на нем обозначены две важные даты: первая, 1684 год, соответствует открытию Семинарии Нотр-Дам, а 1914 год - дате открытия библиотеки Сен-Сюльпис.
В то время библиотека не была настоящей публичной библиотекой, хотя была очень популярна среди горожан. Это, скорее, частная исследовательская библиотека, университетского типа, доступная для общественности. Ее часто посещали многие интеллектуалы того времени. Куратор Эгидиус Фотё занимался формированием коллекции высокого уровня. Он отправился в США и Европу, чтобы совершить массовые покупки. Также он устанавливает местную политику закупок. Создается служба тиража книг, чего изначально не планировалось. В этот период книговыдача продолжает расти. Оборот бюджета библиотеки  28 337 фунтов за период 1915-1916 годов, 70 996 за 1924-1925 годы.  В Большом зале, расположенном в подвале, устраивались разнообразные культурные мероприятия.
С 1925 года начались финансовые проблемы. Общество Сульпициане, управляющие этим заведением, понесли огромные убытки на фондовом рынке . И поэтому они сокращают персонал и закупки книг.
С 1926 года библиотека перестала выдавать книги.
В 1930 году Национальная консерватория музыки, занимавшая помещение библиотеки с 1928 года, сделала предложение о покупке . Многие общественные деятели того времени выступили против этой сделки, которая в конечном итоге не состоялась. Кризис 1929 года еще больше ухудшил финансовое положение Сульпициане, у которых не было другого выхода, чтобы закрыть его 31 июля 1931 года.
Библиотека была приобретена в 1941 году правительством Квебека за 741 000 $. Это эквивалентно неуплаченным налогам Общество Сульпициане городу Монреаль.
Библиотека вновь откроет свои двери 16 января 1944 года. В дополнение к коллекции Сен-Сюльпис добавлены другие документы, составляющие национальную коллекцию. После робкого старта библиотека Сен-Сюльпис снова стала популярной. Несмотря на этот успех, его нормальному функционированию препятствует ряд проблем, в частности, отсутствие профессиональных библиотекарей,  нехватка помещений и персонала. Куратор Дэмиен Жасмин, неоднократно высказывающийся о проблемах учреждения, ушел в отставку в 1963 году.
Эта отставка заставила штат Квебек осознать важность библиотеки. Поэтому штат приступает к найму квалифицированного персонала и ремонту здания. В 1964 году Жорж Картье первый профессиональный библиотекарь, который стал ее куратором. В 1967 году библиотека стала Национальной библиотекой Квебека. Здание 11 июля 1988  внесено в список исторических памятников Культурного наследия Квебека.
Проект «Великая библиотека Квебека» предполагает перенос национальной коллекции в новое здание на бульваре Мезоннёв . Пустое здание на улице Сен-Дени было продано в 2005 году за $2,5 млн Монреальскому университету Квебека, который выставил его на продажу два года спустя  ,. Противодействие частной передаче исторического здания привело к тому, что правительство Квебека выкупило здание за 4,5 миллиона долларов. В 2008 году Правительство начало поиск  партнеров для его использования.

## Возрождение библиотеки
В 2005 году Университет Квебека в Монреале купил здание, но был вынужден продать его обратно министерству культуры по финансовым причинам в 2007 году. В 2008 году было объявлено о планах превратить здание в музыкальный центр, в котором разместится Le Vivier, группа из 22 музыкальных групп Квебека. Le Vivier представил свой первый сезон из 15 концертов с сентября 2009 по май 2010 года. В 2016 году было объявлено, что здание будет использоваться как новый технологический инкубатор и библиотека для подростков.
31 января 2016 года Министерство культуры и коммуникаций Квебека и города Монреаля объявили, что Национальная библиотека и архивы Квебека (BAnQ) будет иметь полномочия возродить библиотеку Сен-Сюльпис. В таком случае библиотека должна стать лабораторией инноваций, а также библиотекой для подростков. 21 июня 2017 года было объявлено, что консорциум in situ + DMA выиграл архитектурный конкурс на модернизацию и восстановление здания. Это здание носит название BAnQ Saint-Sulpice, оно находится в ведении руководства библиотеки Saint-Sulpice из BAnQ. Открытие библиотеки, впервые объявленное на 2018 год, было отложено до весны 2019 года, а затем перенесено на 2020 год или позже. Эта задержка вызвана слишком высокой стоимостью реконструкции. Библиотекарь Бенуа Миньо — директор, отвечающий за проект